# Acacia sentis
Acacia sentis é uma espécie de leguminosa do gênero Acacia, pertencente à família Fabaceae.